# Vital Hébert
Pour les articles homonymes, voir Hébert.
Vital Hébert est un fermier et un homme politique canadien. Il est député de Victoria à l'Assemblée législative du Nouveau-Brunswick de 1866 à son décès en 1867.